# رائول روئیز

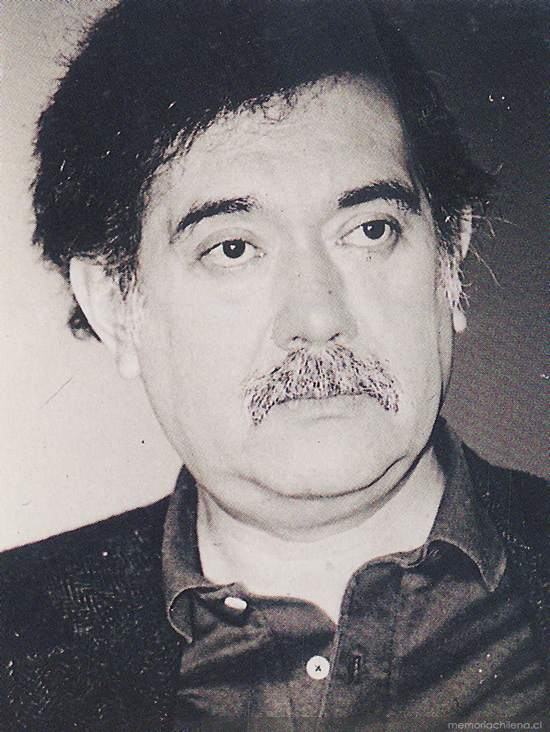

رائول روئیز (۲۵ ژوئیه ۱۹۴۱–۱۹ اوت ۲۰۱۱) سینماگر شیلیایی مقیم فرانسه بود. روئیز در دوران ۴۸ سالهٔ هنری خود ۱۱۳ فیلم را کارگردانی کرد و از این حیث یکی از سینماگران پرکار جهان محسوب می‌شود.

## زندگی و فعالیت‌ها
رائول روئیز در دوران دولت سالوادور آلنده با «جبهه سینماگران پیشرو» نزدیک به حزب سوسیالیست شیلی همکاری داشت. روئیز پس از کودتای سرهنگ‌ها در سال ۱۹۷۳ شیلی را ترک کرد و در فرانسه اقامت گزید. از آثار شاخص او می‌توان به فیلم سه زندگی و یک مرگ با بازی مارچلو ماسترویانی بازیگر ایتالیایی در سال ۱۹۹۵، شجره‌نامه‌های یک جنایت در سال ۱۹۹۷ با بازی کاترین دنو، زمان بازیافته اقتباسی سینمایی از رمانی به همین نام از مارسل پروست در سال ۱۹۹۹ و کلیمت دربارهٔ زندگی گوستاو کلیمت در سال ۲۰۰۵ اشاره کرد. روئیز در روزهای پایانی عمر خود در حال تدارک ساخت فیلمی بر پایه خاطرات کودکی خود بود. او به دلیل ابتلا به بیماری ذات‌الریه در سن ۷۰ سالگی درگذشت. ژیل ژاکوب، مدیر جشنواره سینمایی کن فرانسه، بعد از مرگ روییز می‌گوید: «با مرگ این سینماگر، سینمای فرانسه یکی از بزرگ‌ترین نمایندگان سینمای مدرن را از دست داد.»
روئیز خیلی زود به عنوان یک فیلمساز برجسته در بین منتقدان و سینه‌فیلیای اروپایی شهرت یافت و برای نوشتن و کارگردانی تعداد قابل توجهی از داستانهای عجیب و غریب گرچه بسیار ادبی فیلم‌های ادبی و پیچیده کم‌هزینه در دهه‌های ۱۹۷۰ و ۱۹۸۰ (اغلب برای مؤسسه سمعی و بصری ملی در فرانسه) و سپس برای پائولو برانکو تهیه‌کننده پرتغالی. معروف‌ترین این فیلم‌های غالباً عجیب و افسانه‌گری عبارتند از: گفتار نامعقول (۱۹۷۷)، مختصری که آغاز روابط طولانی مدت روئیز با خورخه آریاگادا، آهنگساز شیلیایی بود. تعطیلات معوق (۱۹۷۸)؛ فرضیه نقاشی به سرقت رفته (۱۹۷۸)؛ در بالای نهنگ (۱۹۸۲)؛ سه تاج ملوان (۱۹۸۳)؛ شهر دزدان دریایی (۱۹۸۳) سرنوشت مانوئل (۱۹۸۵)؛ جزیره گنج (فیلم ۱۹۸۵) و زندگی رؤیایی است (۱۹۸۶).شماره ویژه کایه دو سینما در مارس ۱۹۸۳ به روئیز اختصاص یافت.

## میراث
آخرین فیلم ویژه تکمیل‌شده روئیز «شب آن سوی خیابان» سال ۲۰۱۲ برای اکران پس از مرگ انتخاب شد. در بخش دو هفته کارگردانان جشنواره فیلم کن ۲۰۱۲، بیوه وی والریا ساریمنت، که همچنین تدوین‌کننده و همکار وی برای چندین دهه بود فیلم خطوط ولینگتون (۲۰۱۲) را تکمیل کرد. حماسه ناپلئونی که روئیز هنگام مرگ در حال آماده ساختن آن بود، در شصت و نهمین جشنواره فیلم ونیز برای شیر طلایی در رقابت بود و به‌عنوان فیلم ویژه زابالتگی در جشنواره بین‌المللی فیلم سن سباستین ۲۰۱۲ به‌شمار می‌آمد. هر دو فیلم همچنین در جشنواره بین‌المللی فیلم تورنتو ۲۰۱۲ و جشنواره فیلم نیویورک ۲۰۱۲ به نمایش درآمدند.
فیلم داستانی اپرای صابون سرگردان که روئیز در سال ۱۹۹۰ در شیلی فیلمبرداری کرده بود اما ناتمام ماند توسط سارمارینتو تکمیل شد و اولین بار در جشنواره فیلم لوکارنو در اوت ۲۰۱۷ به نمایش درآمد. اولین نمایش روئیز «تانگو از بیوه و آینه تحریف شده» آن، که در سال ۱۹۶۷ فیلمبرداری شد اما به دنبال مشکلات بودجه طبقه‌بندی شد، توسط سارمارینتو بازیابی شد و برای اولین بار در فوریه ۲۰۲۰ در هفتادمین جشنواره بین‌المللی فیلم برلین به نمایش گذاشته شد.

## روئیز و بوف کور
روئیز در سال ۱۹۸۷ فیلم بوف کور را بر اساس رمان بوف کور صادق هدایت کارگردانی کرد. روایت تک‌گفتاری و ذهنی رمان صادق هدایت در فیلم او نیز تکرار می‌شود. آپاراتچی ۳۵ ساله‌ای که در سینما مشغول به کار است و بیشتر فیلم‌های شاد عربی را نمایش می‌دهد راوی داستان است. آپاراتچی با تماشای چند باره فیلم‌ها از مرز واقعیت و خیال می‌گذرد. دیگر شخصیت‌های این فیلم مانند زن لکاته یا پیرمرد خنزرپنزری اطرافیان جوان آپاراتچی را تشکیل می‌دهند. فیلم روئیز مانند بوف کور هدایت ویژگی‌های شخصیت پریشان، خیال‌پرداز و اسکیزوفرنی روحی راوی را به همراه احساس بیهودگی، دلهره تنهایی، از خود بیگانگی و پریشانی و… به خوبی نمایش می‌دهد.

رائول روئیز در خصوص فیلمش گفته‌است 
بوف کور من تجربه‌ای شخصی است و نه اقتباسی از اثر صادق هدایت. برخورد آزادانه با اثر هدایت به من اجازه داده فیلمی بسازم که از فضای ابهام‌آلود اثر نویسنده ایرانی بیرون و به دنیای سینمای من وارد شده‌است. این فیلم اثری از تبعیدیان و برای پناهندگان است.

## جوائز
- سه ببر غمگین، برنده جایزه پلنگ طلایی ۱۹۶۹ در جشنواره لوکارنو.
- جایزه سزار ۱۹۷۹ برای فیلم کوتاه گفتگوی سکها